# Arroyo de Valdeladrón
El arroyo de Valdeladrón es un arroyo que nace en Losacio de la confuencia del regato de los Vallones (que nace en San Martín de Tábara) con el regato de Valdeconejos (nacido en Ferreruela de Tábara) y desemboca en Losacino en el río Aliste ya embalsado a causa de la presa de Ricobayo.

## Historia
El arroyo de Valdeladrón es un elemento geográfico que ha marcado la identidad del pueblo albarino de Losacio. Prueba de ello es la antigua leyenda que cuenta que el puente sito en el casco urbano de Losacio que se levanta sobre el arroyo, ha de ser rebosado por las crecidas del agua en siete ocasiones cada año para así tener un buen año de cosechas y bienes.

## Características
Su hidrónimo a veces es citado erróneamente como arroyo de Val de Ladrón o de Valdeladrones, denominaciones correspondientes a corrientes situadas en otros lugares.
En los lluviosos inviernos discurre rebosante, pero se muestra seco en el periodo estival. Hasta finales del siglo XX, mantenía cauce de agua constante durante todo el año sin depender de las lluvias, pero el cambio climático a causa de la actividad humana modificó su caudal.
El entorno natural de Valdeladrón, ha sido una importante fuente de biodiversidad y de alto valor paisajístico de la comarca de Tierra de Alba donde su ribera es rica en flora con plantas comestibles y medicinales, o en fauna con una gran variedad de peces.
Hasta el siglo XX el arroyo también era utilizado por las mujeres campesinas de Losacio y Losacino para lavar prendas.
En 2007 el Ayuntamiento de Losacio construyó con fondos europeos una presa ecológica o azud por valor aproximado de 96.192 euros. Ubicada en el paraje conocido como "Retaloscantos", aprovechando el estrechamiento del cauce entre dos zonas rocosas. Su objetivo se centra en garantizar reservas de agua, principalmente en verano, para ser utilizada como reserva natural por las personas, de salvaguarda para la fauna y como reserva para caso de incendios.